# Territorialprälatur Corocoro
Die Territorialprälatur Corocoro (lat.: Praelatura Territorialis Corocorensis) ist eine in Bolivien gelegene römisch-katholische Territorialprälatur mit Sitz in Patacamaya.
Die Territorialprälatur Corocoro wurde am 25. Dezember 1949 durch Papst Pius XII. mit der Apostolischen Konstitution Quod Christiana Plebis aus Gebietsabtretungen des Erzbistums La Paz errichtet und diesem als Suffragan unterstellt.

## Prälaten von Corocoro
- Ubaldo Evaristo Cibrián Fernández CP, 7. März 1953–14. April 1965
- Jesús Agustín López de Lama CP, 10. Juni 1966–5. September 1991
- Toribio Ticona Porco, 4. Juni 1992–29. Juni 2012
- Percy Lorenzo Galván Flores, 2. Februar 2013–23. Mai 2020
- Pascual Limachi Ortiz, seit 10. Februar 2021